# Calle San Jacinto (Sevilla)
La calle San Jacinto es una vía de la ciudad española de Sevilla situada en el barrio de Triana, en el distrito de mismo nombre. Es la principal calle de este barrio popular, contando con una extensión de 650m, de dirección noreste-suroeste. Comienza en la plaza del Altozano, al finalizar el puente de Triana, y termina en la plaza de San Martín de Porres, donde concluye la ronda de Triana, la avenida de Coria, la calle López de Gómara y la calle Asturias. Esta vía es atravesada por la calle Pagés del Corro. La calle San Jacinto sirve como división entre el Barrio de la Voluntad (Triana Este) y el Barrio de Triana Oeste.

## Historia
La calle San Jacinto ha supuesto a lo largo de los siglos la principal vía de comunicación desde la ciudad de Sevilla hasta el Aljarafe. En ella se encontraba la Ermita de la Candelaria.
Primitivamente, esta calle era conocida como Camino Real, que partía desde el Puente de Barcas. 
En 1775, se construye en la calle el Convento de San Jacinto (hoy Iglesia).
A lo largo de la Historia, la calle ha recibido varios nombres. Durante un periodo, el primer tramo, desde el Altozano hasta la calle Pagés del Corro, fue conocida como calle Santo Domingo, debido a que el por entonces convento de San Jacinto pertenecía a la Orden de los Dominicos. Por su parte, el segundo tramo recibía el nombre de calle Ancha de San Jacinto. El cruce de la calle con Pagés del Corro era conocido como “La Cruz de San Jacinto”.
En 1868, ambos tramos pasan a recibir el nombre de calle San Jacinto, modificándose en 1911 por el nombre de calle Manuel Carriedo. A comienzos de este siglo, se instaló en el tramo final de la calle, el dispensario de la Cruz Roja.
Durante la II República, la calle tomó el nombre de Carlos Marx, hasta que en 1936 se recupera su antigua nomenclatura, la de San Jacinto, que se conserva en la actualidad, la calle contaba con viviendas con soportales. En 1965 echa el cierre la prestigiosa fábrica de cerámica de Manuel Ramos Rejano, que tenía su sede desde 1905 en la calle, donde actualmente se encuentra el IES Triana. También en esta calle se encontraba la primera factoría de aviones  localizada en Sevilla, propiedad de Hispano Suiza, y posteriormente nacionalizada, pasándose a llamar Hispano de Aviación. Esta fábrica continuó su producción hasta los años 1972, cuando fue trasladada a Tablada.
Históricamente, la calle San Jacinto ha servido como división natural de la Cava Vieja o Cava Baja (tramo de Pagés del Corro hasta Chapina) y la Cava Alta o Nueva (tramo hacia la actual plaza de Cuba. Posteriormente la Cava Vieja se comenzaría a nombrar como Cava de los Civiles (por encontrarse en ella el Cuartel de la Guardia Civil), y la Cava Nueva como Cava de los Gitanos (por vivir en ella numerosas personas de etnia gitana).

## Urbanismo
La calle San Jacinto, cuenta con un trazado prácticamente rectilínea, de orientación noreste-suroeste. San Jacinto fue ensanchada durante el Régimen Franquista, dándole la anchura actual. 
Desde 2010, el 30% de la vía, el tramo entre el Altozano y Pagés del Corro, se encuentra peatonalizado. El resto de la vía es transitable con vehículos. 
Las construcciones de viviendas en San Jacinto son muy diversas, predominando las construcciones tradicionales en su tramo más cercano al Río Guadalquivir, y los bloques de piso en su lado opuesto, propios de la expansión urbanística que se llevó a cabo en Triana durante los años 40 y 50 del pasado siglo.

## Edificios de interés

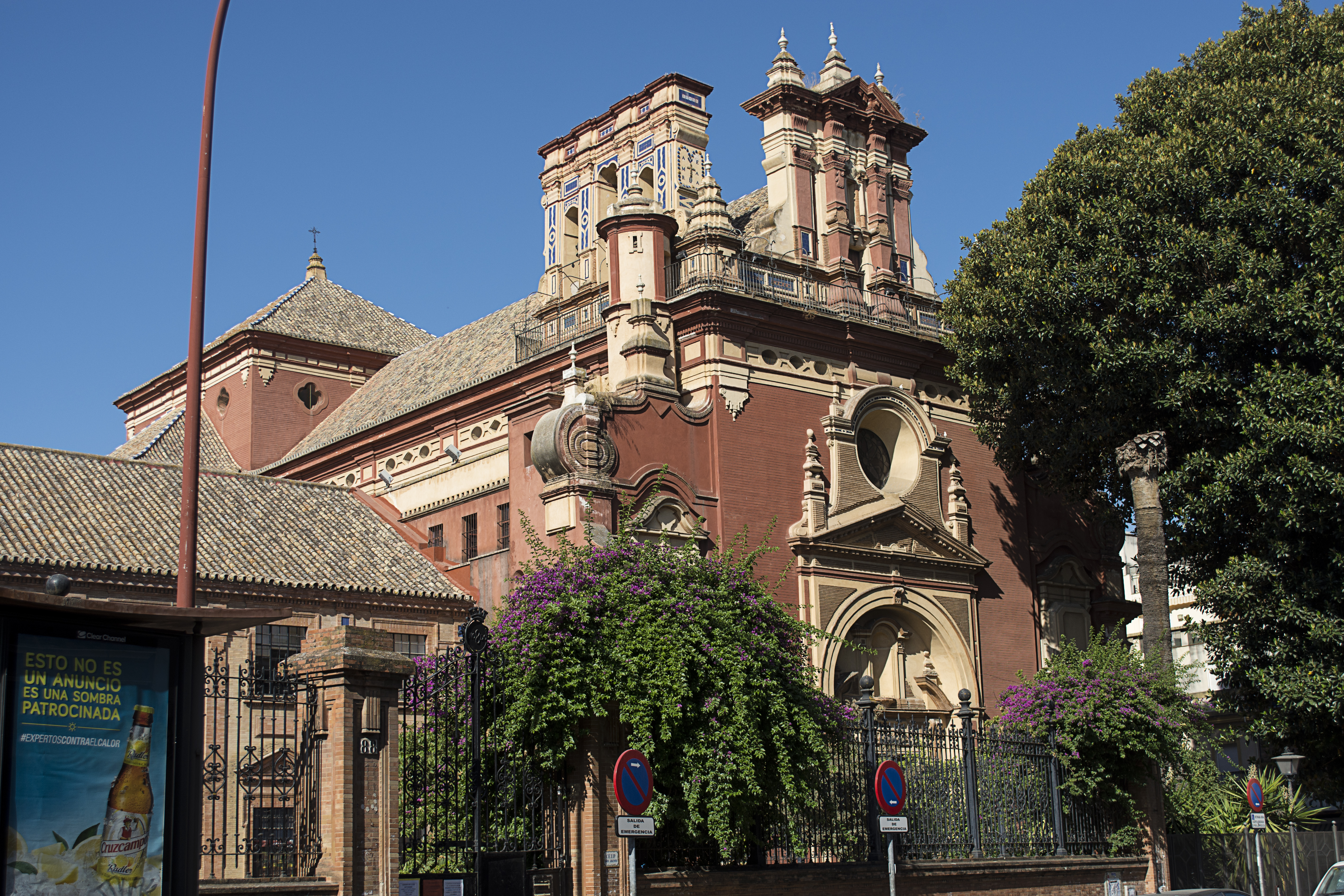
Exterior de la iglesia de San Jacinto.

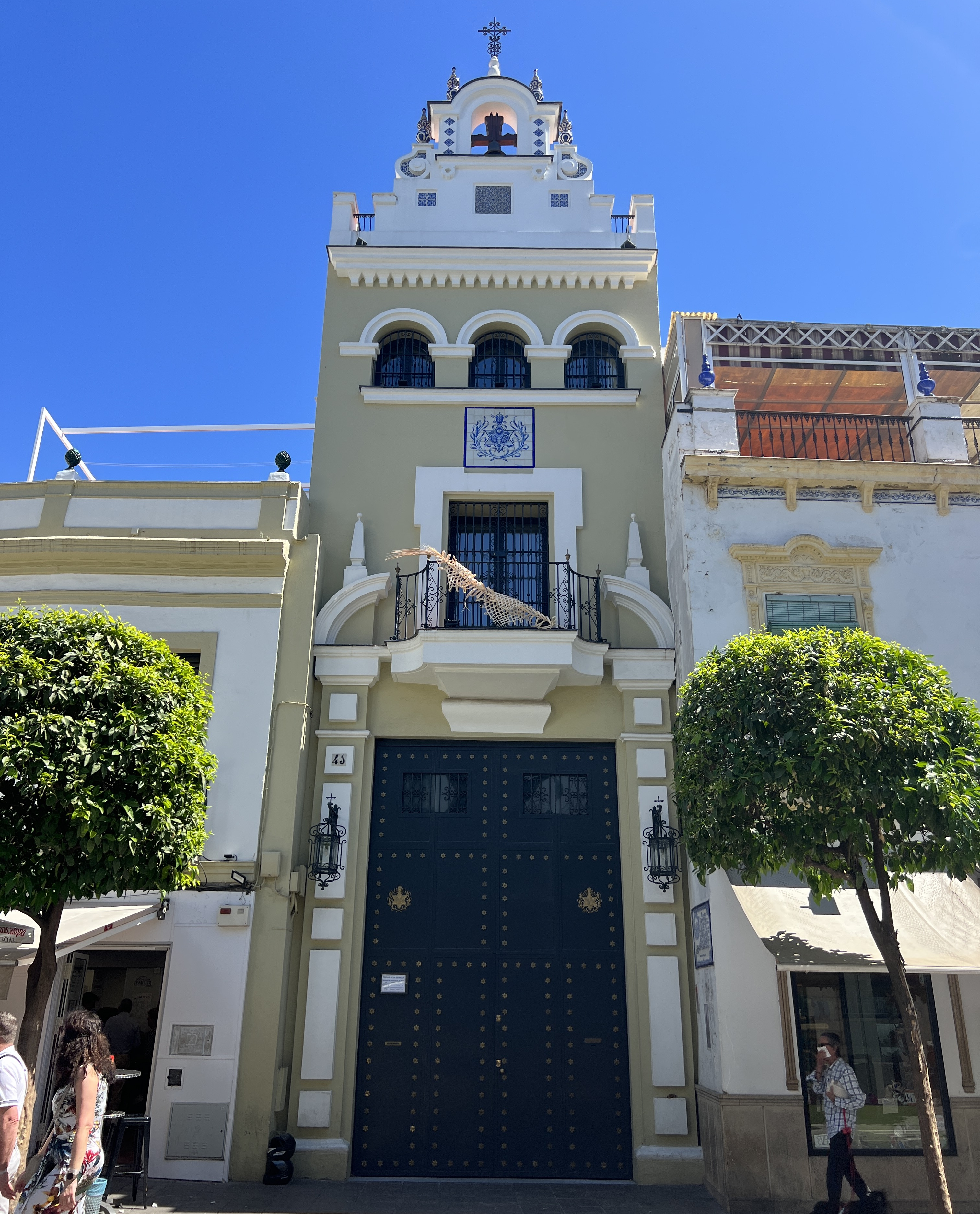
Capilla de la Estrella.

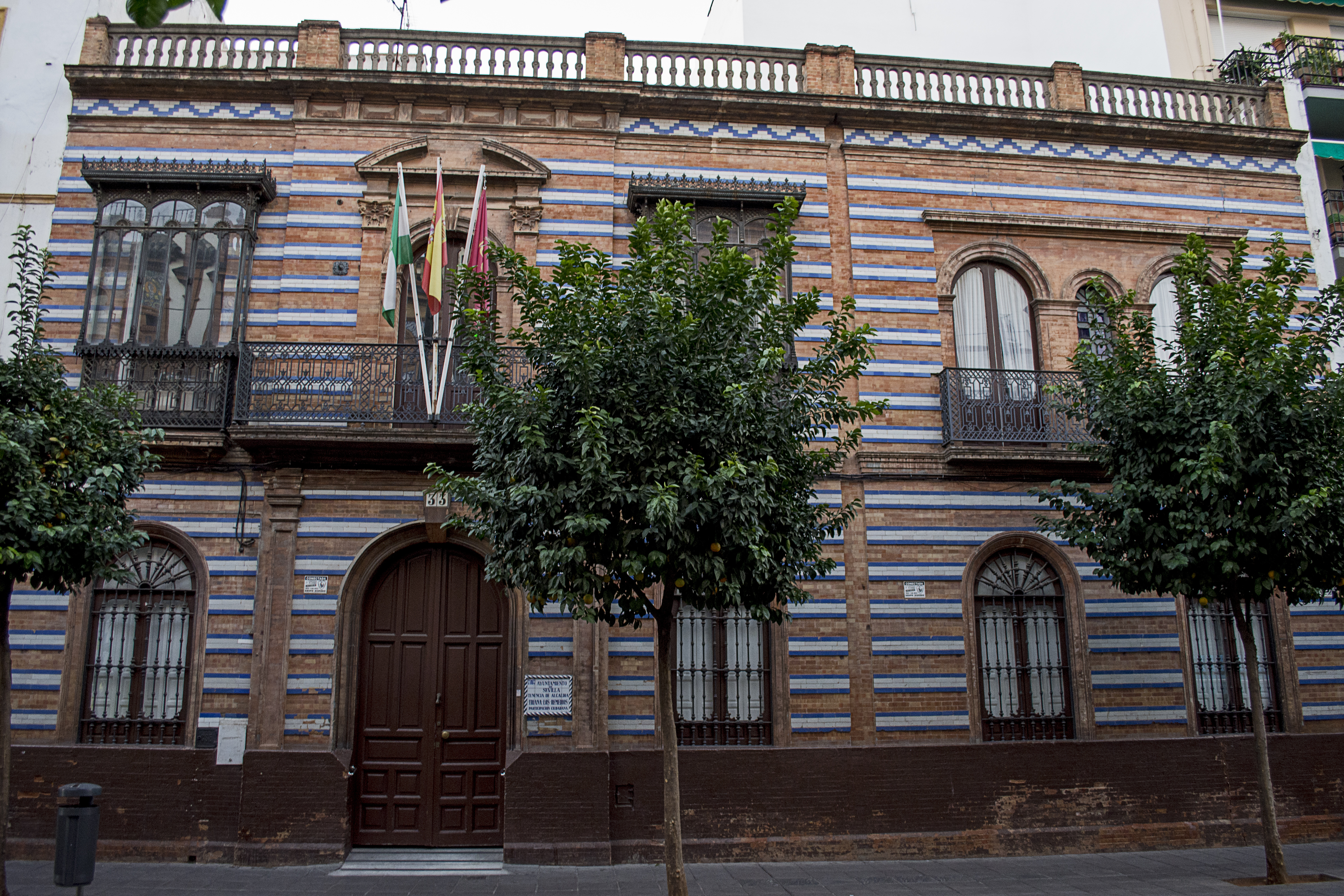
Casa de los Mensaque, sede de la JMD Triana.

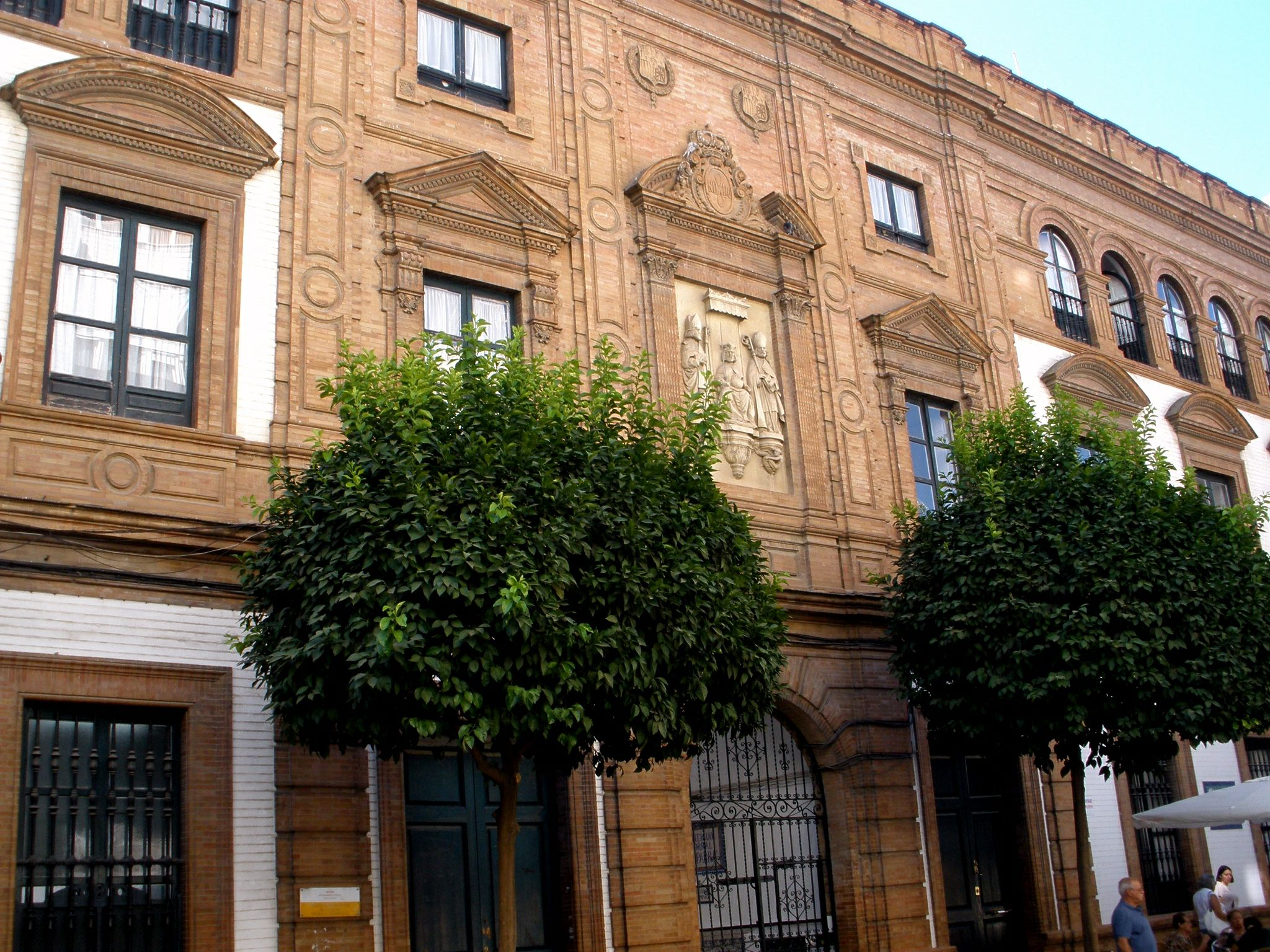
Antigua Casa de Socorro.

- Iglesia de San Jacinto: Fue construida en 1775, tras el derrumbe de la anterior iglesia, que se encontraba donde originariamente estaba establecida la Ermita de la Candelaria. Fue diseñada por Marías José de Figueroa. El templo cuenta con una planta rectangular y alargada. Su lateral comunica a la calle San Jacinto. A lo largo de la historia, ha acogido a las Hermandades de la Estrella, la Esperanza de Triana, la Hdad. De las Aguas y la Hdad. Del Rocío de Triana.[7]
- San Jacinto n.º 11. Casa para Aurora Hernández, del arquitecto Antonio Arévalo Martínez  (1924).
- San Jacinto, 13. Casa para Manuela Martínez Calvo de Juan Talavera y Heredia (1924-1925).
- San Jacinto 22: Casa para exposición de la fábrica Mensaque, obra de José Espiau y Muñoz de 1922. Destaca el balcón y la decoración cerámica de la última planta.[8][9]
- San Jacinto 24: Casa para el empresario ceramista Luis Mensaque, obra de José Espiau y Muñoz 1925. Destaca la rica decoración cerámica de la fachada.[8][9]
- San Jacinto n.º 23-25-27. Antigua Casa de Socorro, obra de Aurelio Gómez Millán (1928). Dedicado actualmente a dependencias municipales.[9]
- La Casa de los Mensaque: Ubicada en el n.º 33 de esta calle, se encuentra esta tradicional casa sevillana datada del año 1900, obra del arquitecto Juan Talavera y de la Vega. Fue construida para la Familia Mensaque, dedicada a la industria de la alfarería y la cerámica. Posteriormente fue comprada por una entidad bancaria y en los años 80 pasó a manos del Ayuntamiento de Sevilla, que instaló en ella la sede de la Junta Municipal del Distrito de Triana.
- Capilla de la Estrella: Solar adquirido en 1962 por la Hdad. De la Estrella, dedicado inicialmente a Casa Hermandad. Se convirtió en capilla en 1976. El proyecto de esta adaptación fue obra del arquitecto Antonio Delgado Roig, siendo ampliada y reformada en 1982 y 1988.[10]
- San Jacinto, n.º 68: Fachada de la antigua fábrica de la Hispano de Aviación. Actualmente conecta con la plaza Alcalde José Hernández Díaz.
- San Jacinto n.º 70,72: Colegio Protectorado de la Infancia. Obra del arquitecto Antonio Arévalo Martínez  (1915-1918). Cuenta con una destacada fachada de ladrillo.[9]
- Hospital Infanta Luisa (Cruz Roja): En 1928 el Dispensario de la Cruz Roja se instala en la calle San Jacinto. En 2006 el edificio fue remodelado, dándole el aspecto actual.[11]

## Infraestructura
En la calle San Jacinto se encuentra la sede del Distrito de Triana, en el n.º 33. El Centro Social Triana-Los Remedios ocupa el n.º 27 de dicha calle. En el n.º 79 encontramos el IES Triana, donde hasta 1965 se encontraba la fábrica de cerámica de Manuel Ramos Rejano. 